# Андалузский поденко
Андалузский поденко (исп. podenco andaluz)— порода охотничьих собак, сформировавшаяся в Испании и относящаяся к группе иберийских борзых, в которую также входит португальский поденгу, поденко ибиценко, поденко канарио.
На данный момент эта порода не имеет признания в FCI, как и в ряде других международных кинологических федераций. Признаёт её пока только немецкая кинологическая федерация VDH.
При этом с 2015 года поклонниками этой породы ведётся активная работа по признанию этой породы в Международной кинологической федерации, сейчас порода официально находится в статусе признания.

## История породы
Андалузский поденко относится к примитивным породам собак, формировавшимся без целенаправленной селекции в южных регионах Испании.
Свое происхождение эта порода ведёт от египетских охотничьих собак, предков современной фараоновой гончей, которые попали на Пиренейский полуостров во время финикийских завоеваний V—III веков до нашей эры. Впоследствии кровь этих собак смешалась с кровями местных европейских пород, став более приспособленными к климату данного региона.
Долгое время эти собаки существовали в условиях естественного отбора, когда человек не вмешивался в их развитие. Впервые активно заговорили об этой породе за пределами её родины только в 1990 году, когда ветеринары и кинологи из Университета Кордовы начали активную исследовательскую работу по изучению генетики собак Иберийского региона.
В 1992 году этими же специалистами было доказано генетическое отличие этих собак от других линий поденко, после чего и зашла речь о выделении их в отдельную породу. В том же году Королевское Испанское общество собак составило предварительный стандарт породы Андалузский поденко и приняло её название, под которым в дальнейшем и шла работа по международному признанию этой породы.
В 2015 году порода получила первое официальное признание за пределами своей родины, после чего были поданы документы на признание породы в Международной кинологической федерации.

## Описание

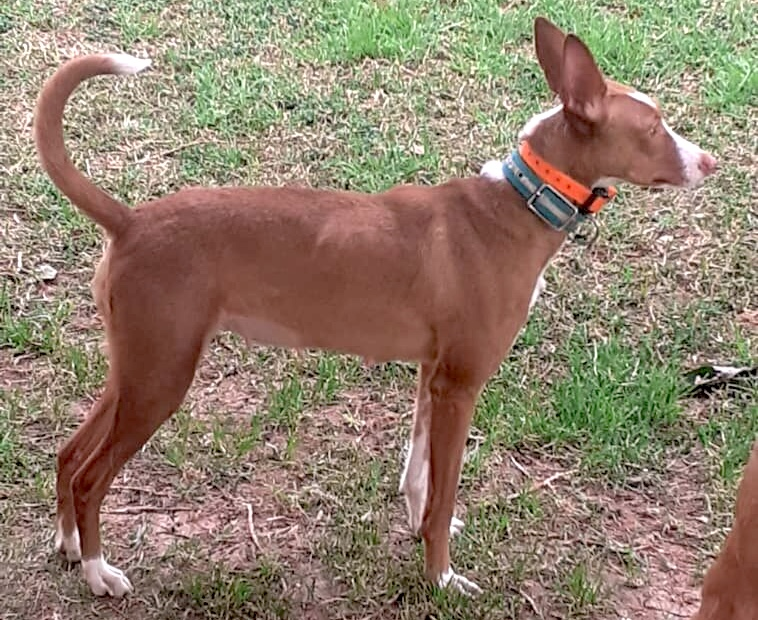
Гладкошёрстный андалузский поденко

Собаки этой породы имеют три типа шерсти — гладкая, длинная и жёсткая. При этом они также делятся на три типа по своим размерам — большой, средний, малый.
Средний срок жизни этих собак составляет 10-12 лет.
В большом (или крупном) типе кобели имеют рост от 54 до 64 сантиметров в холке, суки от 53 до 61 сантиметра. В среднем типе рост кобелей составляет от 43 до 53 сантиметров, а рост сук от 42 до 52 сантиметров. Для мелкого типа рост кобелей составляет от 35 до 42 сантиметров, а рост сук от 32 до 41 сантиметра. Вес у большого типа может колебаться от 22 до 32 килограмм, у среднего типа от 11 до 25 килограмм, а у малого — от 5 до 10 килограмм.
Общее впечатление от собак этой породы — подтянутые, атлетически сложенные, производящие впечатление некоторой напряжённости и готовности к движению. Для них типичны порывистые, размашистые движения.
Голова не крупная, узкая, заострённых очертаний. Как в спокойном, так и в возбуждённом состоянии собака держит голову высоко поднятой. Длина лба примерно равна длине морды. Переход от лба к морде заметно выражен, при этом не резкий. Морда сильно заужена к носу, сухая, с выраженным рельефом скул. Мочка носа небольшая, острая, окрашенная в тон шерсти. Губы плотно прилегают.

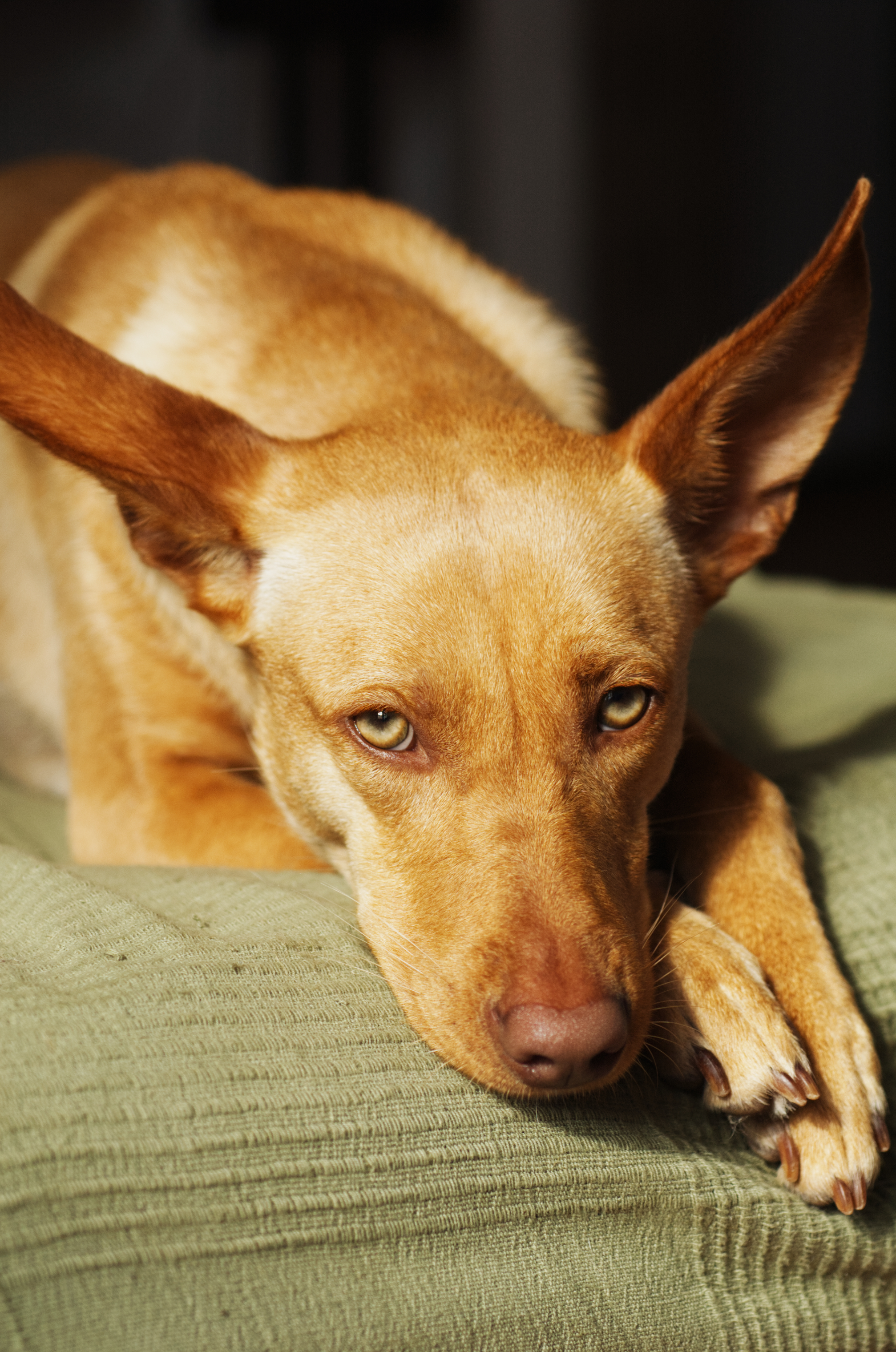
Андалузский поденко

Глаза широко посажены, не крупные, узкие, имеют треугольную или близкую к треугольной форму.
Уши большие, высоко посаженые, развёрнуты и чуть наклонены вперёд, имеют заострённую форму, очень подвижны.
Шея длинная, высоко посаженная.
Холка плавная, спина прямая, сильная, хорошо обмускуленная. Формат корпуса немного растянутый. Грудь широкая, но не очень объёмная. Переход от рёбер к животу плавный, сам живот умеренно подтянут.
Конечности прямые, поставлены параллельно друг другу, имеют хорошо выраженную мускулатуру. На передних конечностях плечо прямое, локоть хорошо выражен, несколько отставлен от грудной клетки. Задние конечности имеют мощное бедро и низко поставленный скакательный сустав. Задние лапы чуть вынесены из-под корпуса. Лапы плотно собраны, имеют хорошо развитые пальцы.
Хвост длинный, плетеобразный, обычно опущен и немного изогнут.
Шерсть может быть одного из трёх типов — короткая, длинная, жёсткая. При любом из этих типов подшёрсток отсутствует.
Допустимый окрас — все оттенки рыжего и коричневого с белыми отметинами различного типа, включая пегость.

## Характер
Собаки этой породы отличаются энергичным и активным характером, обладают возбудимым темпераментом. Склонны к шумному поведению и активным играм как дома, так и на улице. При этом с людьми андалузские поденко ласковы, контактны и легко обучаются.
Со своими соплеменниками собаки этой породы не конфликтуют, а вот с другими видами животных могут возникать сложности, как и у всех охотничьих пород собак.

## Содержание и уход
Собакам этой породы требуются большие нагрузки во время выгула. При этом нагрузка должна быть как физической (прыжки, бег, преодоление препятствий и т.п), так и умственной (выполнение команд, освоение новых навыков).
Уход за шерстью значительно различается в зависимости от типа шерсти поденко. Для гладкошёрстных собак почти не требуется специализированного ухода, достаточно пару раз в месяц вычёсывать их мелкой щёткой, убирая отмерший волос. Эту процедуру стоит делать чаще в период осенней и весенней линьки.
Для длинношёрстных представителей этой породы нужно регулярное вычёсывание два-три раза в неделю, так как тонкий волос их шерсти склонен к образованию колтунов. А для жесткошёрстных поденко требуется вычёсывание мелкой щёткой, так как они более склонны к линьке, чем остальные типажи. Также собакам с этим типом шерсти может требоваться триминг.
Стоит учитывать, что даже у длинношёрстных и жесткошёрстных разновидностей собак этой породы плохая переносимость низких температур, так как у них отсутствует подшёрсток, а сам волос тонкий. При выгуле в осенне-зимний период им необходимо надевать специальную одежду.

## Применение
Традиционно собаки этой породы использовались для охоты на кроликов и другую мелкую дичь. В наше время наравне с сохраняющимся традиционным применением для охоты андалузские поденко используются также в собачьем спорте и в качестве собак-компаньонов.